# ماركلة

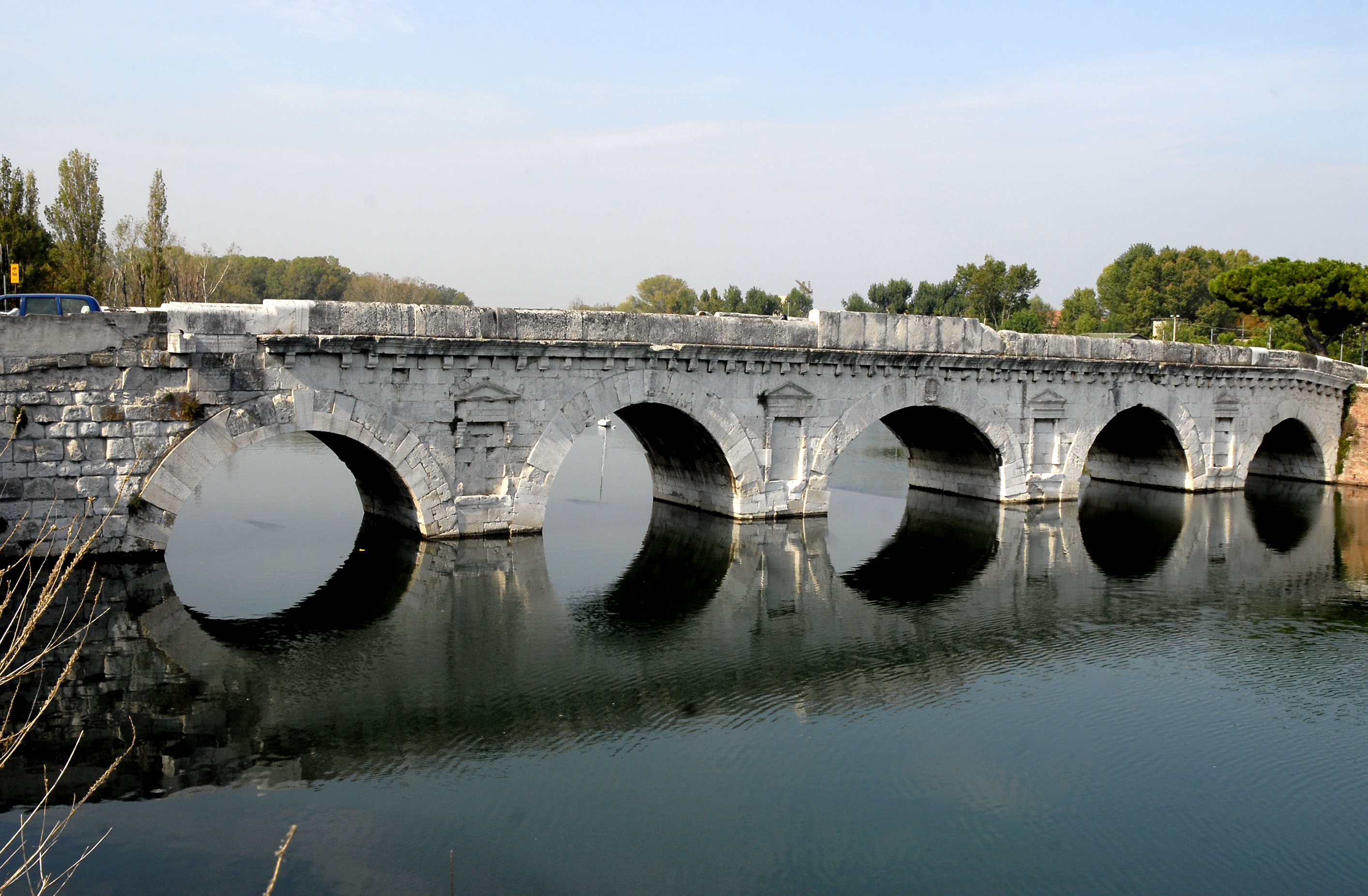
يقع جسر أغشت على نهر ماركلة في اريمني

ماركلة أو ماريشيا هو نهر في شرق إيطاليا. عُرِف في العصور القديمة باسم اريمنيس والتي كانت من اليونانية Aríminos وهو أيضًا الاسم القديم لاريمني. يقع منبع النهر بالقرب من Monte dei Frati في الطسقانة. ويصب في بحر البنادقة بالقرب من اريمني.